# Carbon Nation
Pour plus de détails, voir Fiche technique et Distribution.
Carbon Nation est un film documentaire américain de Peter Byck à propos de l'empreinte énergétique et les solutions pour la réduire. Ce film est sorti en 2010.

## Synopsis
Plutôt que de dénoncer et mettre l'accent sur l'utilisation par l'homme des énergies fossiles, Carbon Nation présente, à travers les interviews d'experts en divers domaines, de défenseurs des énergies renouvelables ou de chefs d'entreprise, des solutions concrètes permettant de réduire ou de se passer des énergies fossiles.
Parmi les personnes interrogées figurent l'entrepreneur et fondateur de Virgin Richard Branson, l'ancien directeur du NREL Denis Hayes et l'écologiste Van Jones. Le journaliste Bill Kurtis (en) assure la narration du documentaire.

## Fiche technique
- Titre : Carbon Nation
- Réalisation : Peter Byck
- Scénario : Peter Byck, Eric Driscoll, Matt Weinhold et Karen Weigert
- Photographie : Peter Byck
- Montage : Peter Byck et Eric Driscoll
- Production : Peter Byck, Artemis Joukowsky, Craig Sieben, Chrisna Van Zyl et Karen Weigert
- Société de production : Earth School Educational Foundation et Lemelson Foundation
- Société de distribution : Clay Way Media (États-Unis)
- Pays :  États-Unis
- Genre : Documentaire
- Durée : 86 minutes
- Dates de sortie : 
  -  États-Unis : 22 octobre 2010 (Tallgrass Film Festival), 11 février 2011